# Witooglooftiran
De witooglooftiran (Pogonotriccus difficilis)  is een zangvogel uit de familie tirannen (Tyrannidae).

## Kenmerken
De witooglooftiran is 11 tot 11,5 cm lang en weegt 7 tot 8 gram. Het verenkleed is tweekleurig: de rug is olijfgroen en de buik is grijs. Verder heeft de vogel een opvallende witte oogring en een lichte teugel (streep die loopt van het oog naar de snavelbasis). De ogen zijn bruin en de snavel is puntig en kort, zwart gekleurd en aan de basis wat lichter. Er is geen verschil tussen mannetje en vrouwtje.

## Verspreiding en leefgebied
Deze vogel is endemisch in Brazilië en komt daar voor in de Mata Atlântica-bossen van Serra do Mar. Het verspreidingsgebied van de witooglooftiran strekt zich uit van de staat Rio Grande do Sul in het zuiden van Brazilië tot de staat Espírito Santo in het zuidoosten van het land.
Het leefgebied is vochtig, altijd groen blijvend bergbos met struikgewas aan de randen, op een hoogte tussen de 900 m en 2150 m boven zeeniveau.

## Voeding
De vogel voedt zich met insecten en kleine vruchten.

## Status
De grootte van de populatie is in 2020 geschat op 20.000-50.000 volwassen vogels. Op de Rode lijst van de IUCN heeft deze soort de status niet bedreigd.